# Áustria nos Jogos Olímpicos de Inverno de 2022
Áustria participou dos Jogos Olímpicos de Inverno de 2022, realizados em Pequim, na China.
Foi a 24.ª aparição do país em Olimpíadas de Inverno, ou seja, em todas as edições dos Jogos de Inverno. Foi representado por 105 atletas, sendo 64 homens e 41 mulheres.

## Competidores
| Esporte                 | Masculino | Feminino | Total |
| ----------------------- | --------- | -------- | ----- |
| Biatlo                  | 5         | 5        | 10    |
| Bobsleigh               | 8         | 2        | 10    |
| Combinado nórdico       | 5         | —        | 5     |
| Esqui alpino            | 11        | 11       | 22    |
| Esqui cross-country     | 3         | 2        | 5     |
| Esqui estilo livre      | 7         | 6        | 13    |
| Luge                    | 7         | 3        | 10    |
| Patinação artística     | 1         | 2        | 3     |
| Patinação de velocidade | 1         | 1        | 2     |
| Salto de esqui          | 5         | 4        | 9     |
| Skeleton                | 2         | 1        | 3     |
| Snowboard               | 9         | 4        | 13    |
| Total                   | 64        | 41       | 105   |

## Medalhas
Estes foram os medalhistas desta edição:
| Atleta                                                                                                  | Esporte             | Evento                            | Medalha |
| --- | ------------------- | --------------------------------- | ------- |
| Matthias Mayer                                                                                          | Esqui alpino        | Super-G masculino                 | Ouro    |
| Benjamin Karl                                                                                           | Snowboard           | Slalom gigante paralelo masculino | Ouro    |
| Alessandro Hämmerle                                                                                     | Snowboard           | Snowboard cross masculino         | Ouro    |
| Johannes Strolz                                                                                         | Esqui alpino        | Combinado masculino               | Ouro    |
| Stefan Kraft Daniel Huber Jan Hörl Manuel Fettner                                                       | Salto de esqui      | Pista longa por equipes masculino | Ouro    |
| Anna Gasser                                                                                             | Snowboard           | Big air feminino                  | Ouro    |
| Katharina Huber Katharina Liensberger Katharina Truppe Stefan Brennsteiner Michael Matt Johannes Strolz | Esqui alpino        | Equipes mistas                    | Ouro    |
| Manuel Fettner                                                                                          | Salto de esqui      | Pista normal individual masculino | Prata   |
| Wolfgang Kindl                                                                                          | Luge                | Individual masculino              | Prata   |
| Daniela Ulbing                                                                                          | Snowboard           | Slalom gigante paralelo feminino  | Prata   |
| Katharina Liensberger                                                                                   | Esqui alpino        | Slalom feminino                   | Prata   |
| Madeleine Egle Wolfgang Kindl Thomas Steu Lorenz Koller                                                 | Luge                | Revezamento por equipes           | Prata   |
| Mirjam Puchner                                                                                          | Esqui alpino        | Super-G feminino                  | Prata   |
| Johannes Strolz                                                                                         | Esqui alpino        | Slalom masculino                  | Prata   |
| Teresa Stadlober                                                                                        | Esqui cross-country | 15 km skiathlon feminino          | Bronze  |
| Matthias Mayer                                                                                          | Esqui alpino        | Downhill masculino                | Bronze  |
| Lukas Greiderer                                                                                         | Combinado nórdico   | Individual pista normal           | Bronze  |
| Thomas Steu Lorenz Koller                                                                               | Luge                | Duplas                            | Bronze  |

## Desempenho

### Biatlo
Masculino
Feminino

### Bobsleigh
Masculino
Feminino

### Combinado nórdico
Masculino

### Esqui alpino
Masculino
Feminino

### Esqui cross-country
Masculino
Feminino

### Esqui estilo livre
Masculino
Feminino

### Luge
Masculino
Feminino

### Patinação artística
Masculino
Feminino

### Patinação de velocidade
Masculino
Feminino

### Salto de esqui
Masculino
Feminino

### Skeleton
Masculino
Feminino

### Snowboard
Masculino
Feminino
Legenda
| Recorde mundial      | Recorde mundial (World record)               |                       | Recorde africano                      | Recorde africano (African) |                                           | Q | Classificado por posição (Qualified) |
| Recorde olímpico     | Recorde olímpico (Olympic record)            | Recorde da América    | Recorde da América (Americas)         | q                          | Classificado por melhor tempo (Qualified) |   |                                      |
| Melhor marca do ano  | Melhor marca do ano (World leading)          | Recorde asiático      | Recorde asiático (Asian)              | DNS                        | Não largou (Did not start)                |   |                                      |
| Recorde nacional     | Recorde nacional (National record)           | Recorde europeu       | Recorde europeu (European)            | DNF                        | Não terminou (Did not finish)             |   |                                      |
| Recorde pessoal      | Recorde pessoal do atleta (Personal best)    | Recorde da Oceania    | Recorde da Oceania (Oceania)          | DSQ / DQ                   | Desclassificado (Disqualified)            |   |                                      |
| Recorde da temporada | Recorde da temporada do atleta (Season best) | Recorde sul-americano | Recorde sul-americano (South America) | NM                         | Sem marca (No mark)                       |   |                                      |